# Ganosomus elegans
Ganosomus elegans là một loài bọ cánh cứng trong họ Cerambycidae.